# クミアイ化学工業
クミアイ化学工業株式会社（クミアイかがくこうぎょう、英: KUMIAI CHEMICAL INDUSTRY CO.,LTD.）は、東京都台東区に本社を置くJA系列の農薬専業の化学薬品メーカー。東京証券取引所プライム市場上場（証券コード:4996）。

## 主な製品
- 殺虫剤
- 殺菌剤
- 除草剤
- 植物成長調整剤
- 化成品

## 沿革
- 1949年（昭和24年）6月 - 静岡県清水市（現：静岡市清水区）に庵原農薬株式会社を設立。
- 1962年（昭和37年）
  - 1月 - イハラ農薬株式会社に社名変更。
  - 11月 - 東京証券取引所市場第二部に上場。
- 1968年（昭和43年）
  - 10月 - クミアイ化学工業株式会社に社名変更。
  - 11月 - 東亜農薬株式会社を吸収合併。
  - 12月 - 本社を東京都千代田区へ移転。
- 1976年（昭和51年）2月 - 本社を東京都台東区へ移転。
- 1977年（昭和52年）4月 - 東京証券取引所市場第一部に上場。
- 2010年（平成22年）10月 - 清水工場（静岡県静岡市清水区）を廃止。
- 2017年（平成29年）5月 - イハラケミカル工業を吸収合併[3]。
- 2019年（令和元年）8月 - 株式会社理研グリーンを完全子会社化。

## 工場
- 小牛田工場（宮城県遠田郡美里町）
- 静岡工場（静岡県富士市）
- 龍野工場（兵庫県たつの市）
- 尾道工場（広島県尾道市）